# Vila Verde (Vinhais)
Vila Verde is een plaats (freguesia) in de Portugese gemeente Vinhais en telt 240 inwoners (2001).